# قائمة الجامعات والكليات في سنجان

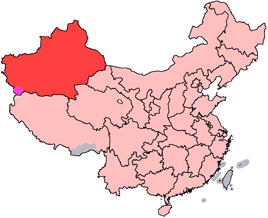
موقع سنجان من الصين.

قائمة الجامعات في إقيلم سنجان ذي الأغلبية الأويغورية المتمتع بالحكم الذاتي في الصين.

## القائمة
ملاحظة: القائمة مرتبة حسب الترتيب الافتراضي المتبع من قبل وزارة التربية
| الاسم                          | الاسم بالصينية | الاسم بالأويغورية                    | النوع                                 | الموقع   |
| ------------------------------ | -------------- | ------------------------------------ | ------------------------------------- | -------- |
| جامعة سنجان                    | 新疆大学       | شىنجاڭ ئۇنىۋېرسىتېتى                 | جامعة عامة مدارة من قبل إدارة الإقليم | أورومتشي |
| جامعة تريم                     | 塔里木大学     | تارىم ئۇنىۋېرسىتېتى                  | جامعة عامة مدارة من قبل إدارة الإقليم | آرال     |
| جامعة سنجان الزراعية           | 新疆农业大学   | شىنجاڭ يېزائېگىلىك ئۇنىۋېرسىتېتى     | جامعة عامة مدارة من قبل إدارة الإقليم | أورومتشي |
| جامعة شيزي                     | 石河子大学     | شىخەنزە ئۇنىۋېرسىتېتى                | جامعة عامة مدارة من قبل إدارة الإقليم | شيزي     |
| جامعة سنجان الطبية             | 新疆医科大学   | شىنجاڭ تىببى ئۇنىۋېرسىتېتى           | جامعة عامة مدارة من قبل إدارة الإقليم | أورومتشي |
| جامعة سنجان العامة             | 新疆师范大学   | شىنجاڭ پىداگوگېكا ئۇنىۋېرسىتېتى      | جامعة عامة مدارة من قبل إدارة الإقليم | أورومتشي |
| جامعة كاشغر                    | 喀什大学       | قەشقەر ئۇنىۋېرسىتېتى                 | جامعة عامة مدارة من قبل إدارة الإقليم | كاشغر    |
| جامعة ييلي                     | 伊犁师范学院   | ئىلى پىداگوگېكا ئىنىستىتۇتى          | جامعة عامة مدارة من قبل إدارة الإقليم | ينينغ    |
| جامعة سنجان للاقتصاد والماليات | 新疆财经大学   | شىنجاڭ مالىيە-ئىقتىساد ئۇنىۋېرسىتېتى | جامعة عامة مدارة من قبل إدارة الإقليم | أورومتشي |
| معهد سنجان للفنون              | 新疆艺术学院   | شىنجاڭ سەنئەت ئىنىستىتۇتى            | جامعة عامة مدارة من قبل إدارة الإقليم | أورومتشي |
| معهد سنجان للهندسة             | 新疆工程学院   | شىنجاڭ سانائەت قۇرۇلۇش ئ‍ىنىستىتۇتى    | جامعة عامة مدارة من قبل إدارة الإقليم | أورومتشي |
| جامعة سانجي                    | 昌吉学院       | سانجى ئىنىستىتۇتى                    | جامعة عامة مدارة من قبل إدارة الإقليم | سانجى    |